# Asplenium tremulum
Asplenium tremulum là một loài dương xỉ trong họ Aspleniaceae. Loài này được Hombr. & Jacq. mô tả khoa học đầu tiên năm 1852.
Danh pháp khoa học của loài này chưa được làm sáng tỏ. 